# Miel Cools
Pour les articles homonymes, voir Cools (homonymie).
Miel August (Miel) Cools, né à Herck-la-Ville (Belgique) le 15 avril 1935 et mort à Hasselt (Belgique) le 1er juin 2013, est un chanteur et guitariste belge d'expression flamande.